# История Тосканы
История Тосканы охватывает длительный период времени со второго тысячелетия до н.э. по начало третьего тысячелетия.

## Древний период

### Каменный век
Самые ранние свидетельства о присутствии человека на территории современной Тосканы относятся к эпохе нижнего палеолита. Древнейшим здесь жившим человеком является Homo Heidelbergensis, чьи каменные орудия были обнаружены археологами в большом количестве в Валле-делль′Арно и прибрежном районе Ливорно. Следы его присутствия были найдены также в Версилии, Гарфаньяне и Луниджане.
Во времена среднего палеолита территорию Тосканы населяли представители вида Homo neanderthalensis. Принадлежавшие им каменные сколы обнаружены в Муджелло на Монте-Четона в провинции Сиена, в Апуанских Альпах, в Ливорно, в долине Серкьо и нижнем течении Арно. Хорошо сохранившийся череп неандертальца был обнаружен в 1939 году в пещере Гваратти у мыса Чирчео.
Ранние свидетельства присутствия Homo sapiens, относящиеся ко времени верхнего палеолита, были обнаружены близ Латерина, Монтелупо и на Монте-Лонго, недалеко от Ареццо. Стоянки в Гротта-Ла-Фаббрика (Ареццо), Сан-Романо (Пиза), Сальвиано и Марокконе (Ливорно) принадлежат к улюццианской культуре. К периоду верхнего палеолита также относятся обнаруженные в Рипарио-ди-Вадо-алль′Аранчо в провинции Гроссето в южной части Тосканы, останки мужчины двадцати лет и двухлетнего мальчика.
В шестом тысячелетии до нашей эры в Тоскане появилась так называемая культура кардиальной керамики, которая ознаменовала собой начало эпохи неолита. В это время местные общины вели активный торговый обмен с общинами на островах в Тирренском море (Тосканский архипелаг, Корсика, Сардиния). Следом на территории Тосканы получила распространение культура линейной керамики..
В эпоху энеолита, между третьим и вторым тысячелетием до нашей эры, в Тоскане и на севере Лацио появилась культура, получившая название ринальдонской, впоследствии вобравшая в себя элементы культуры колоколовидных кубков. К этому периоду относятся также стелы-статуи из Луниджаны.

### Бронзовый век
Во время бронзового века (1200—1000 до н.э.) на территории Тосканы распространилась Апеннинская культура, появившаяся здесь вместе с италийскими племенами и имевшая много общего с культурой полей погребальных урн в центральной Европе.

### Виллановская культура
С началом железного века, между X и VIII веками до н.э. в Тоскане появилась Виллановская культура, получившая своё название от деревни Вилланово, в коммуне Кастоназо, рядом с которой археологами были обнаружены копья, мечи, гребни и ювелирные изделия того периода. Обнаруженные артефакты свидетельствуют о прогрессе в сфере добычи и обработки металлов, которыми особенно богаты недра региона.

### Этруски
К VIII веку до н. э. относятся самые ранние свидетельства присутствия во всей центральной Италии племени этрусков, по имени которых вся область получила название Этрурии, затем при древних римлянах Тусции, и, наконец, Тусканией и Тосканой.
Происхождение этрусков до сих пор остаётся загадкой для историков. При расшифровке сохранившихся записей (их около 13 000) учёные сталкиваются с проблемой понимания. Надписи главным образом относятся к религиозной сфере или погребальному ритуалу. Есть предположение, что этруски являются выходцами из Лидии в Малой Азии. По другой версии, они являются аборигенами. В древнейших этрусских гробницах были найдены украшения, оружие и предметы быта с Сардинии. Эти находки свидетельствуют о том, что более развитая, чем этруски, цивилизация колонизировала побережье Тосканы и создала важные населённые пункты в первом тысячелетии до нашей эры для дальнейшего продвижения в Кампанию. Примерно в VI веке до н. э. этруски достигли пика своего развития, расселившись от Паданской равнины до Кампании. Они проложили дороги, среди которых хорошо сохранились Вие Каве, между Сованой, Питильяно и Сорано, осушили болота, построили большие города в Тоскане и Лацио: Ареццо, Кьюзи, Вольтерру, Популонию, Ветулонию, Розелле, Вульчи, Тарквинию, Вейо и Вольсиний.
О высоком уровне этрусской цивилизации свидетельствуют исключительные археологические находки, обнаруженные на огромной территории, прежде всего, в гробницах — всех типов и размеров — некрополях (городах мёртвых). Известно также о равноправии у этрусков мужчин и женщин.
Кроме этрусков, север Тосканы населяли племена из группы лигуров (апуаны, магелы, казуэнтины, фриниаты, ильваты), от которых сохранилось всего несколько надписей и археологических памятников. Считается, что Тоскана до прихода этрусков была заселена умбрами, древними племенами индоевропейского происхождения. Этруски вытеснили умбров и, по свидетельству Плиния Старшего, захватили 300 их городов, заставив побежденных перейти на восточный берег Тибра.

### Древние римляне
В III веке до н.э. этруски были разбиты древними римлянами, и после начального периода процветания, связанного с развитием ремёсел, добычей и обработкой железа, торговлей, в регионе наступил кризис, затронувший экономическую, культурную и социальную сферы. В 180 г. до н.э. древние римляне депортировали 47 000 апуан из Тосканы на территорию между Беневенто и Кампобассо. Они поселились в основанные этруссками городах, а также основали новые, например, Флоренцию и Козу. В городе Коза хорошо сохранились возведённые ими стены, форум, акрополь и капитолий, построенный первоначально как храм Юпитера. Этот город чеканил свою монету.

## Средневековье

### Тосканская марка
После падения Западной Римской империи регион сильно обезлюдел. Тосканой поочерёдно владели остготы и византийцы, пока её в 569 году не завоевали лангобарды, основавшие здесь герцогство Лукка.
После падения лангобардов от франков под предводительством Карла Великого герцогство стало графством, а затем маркизатом Лукка. В XI века маркизат перешёл во владение рода Аттони, влиятельных феодалов из Каноссы, которые также владели Моденой, Реджо-Эмилией и Мантуей. Из этой семьи происходила знаменитая графиня Матильда Каносская, чей замок стал местом встречи Папы Григория VII и императора Генриха IV. В это время на территории Тосканы активно возводились крепости, строились аббатства. Так возникли замки Монтериджони, Бролио, Лучиньяно, Поппи, Кастелло ди Оливето близ Кастельфьорентино, Радикофани, Трекванда, Вольтерра, Кастелло Маласпина в Массе, Фосдиново, Гаргонца, Викопизано, Лари, Монсуммано, Монтеветтолини, Кастелло ди Биббьоне близ Сан-Кашано-ин-Валь-ди-Пеза, Кастелло ди Нипоццано, Бучине, Монтальчино, Пьянкастаньо, а также многочисленные замки в провинции Гроссето.

### Свободные коммуны
В XI веке Пиза стала самым мощным и важным городом Тосканы, после ряда побед над арабами-мусульманами, в том числе освобождения Палермо и Реджо-ди-Калабрии и завоевания Балеарских островов. Территория морской республики охватывала всё побережье Тосканы, острова Тосканского архипелага, Сардинию и Корсику. На юге Тосканы  правили представители рода Альдобрандески, происходившего из Ломбардии. Они контролировали южную часть современных провинций Ливорно и Сиены, а также всю провинцию Гроссето до границы с Лацио, часто вступая в территориальные конфликты с Папами. Позднее на этой территории возникла Сиенская республика, боровшаяся с Флорентийской республикой за влияние в регионе.
В XII веке Лукка стала первым городом в Италии, провозгласившим себя свободной коммуной. Так появилась первая форма представительной демократии и объединений художников и мастеров, которые сделали Тоскана уникальным примером культурной, социальной и экономической автономии.
В первые десятилетия XIII века в Тоскане появились первые университеты. В 1215 году был основан университет в Ареццо, а в 1240 году появился университет в Сиене, который действует до сих пор.

### Эпоха Медичи
Если в XIV веке Тоскану прославили два её великих уроженца, Данте и Джотто, то в XV веке здесь творила целая плеяда выдающихся деятелей искусства, чьи произведения положили начало периоду, вошедшему в историю под названием эпохи Возрождения, или Ренессанса. В XII веке Тоскана приобрела политическую автономию. Она была раздроблена на множество государств, самыми важными из которых были Флорентийская и Сиенская республики. Развитие торговли во Флоренции превратило город в важный финансовый центр европейского значения, с династиями банкиров, таких, как Барди, Перуцци и Медичи, которые на протяжении всего средневековья одолживали деньги европейским государям, финансируя их войны. С XIV века Флорентийская республика повела экспансионистскую политику, направленную на объединение Тосканы под властью Флоренции, наткнувшись на серьёзное сопротивление только со стороны Сиенской республики. В XV веке к власти в городе пришла семья Медичи, став самой важной семьёй во Флоренции. Представители этого рода вели активную деятельность в учреждениях республики с середины XV века, начиная с Козимо Старшего. Ему, несмотря на оппозицию со стороны других семей, заседавших в палаццо Веккьо, удалось получить почти полный контроль над республиканскими органами власти, упрочив положение семьи таким образом, что после его смерти бразды правления перешли к его сыну Пьеро Медичи. Период между смертью Козимо Старшего и его внука Лоренцо Великолепного является периодом превращения Флоренции в важный культурный и политический центр Италии XV века. С правления Лоренцо Великолепного власть находилась в руках семьи Медичи, за исключением двух республиканских периодов с 1498 по 1502 и с 1512 по 1530 годы. Его внук, Козимо Медичи, происходивший из младшей ветви рода, получил титул первого герцога Тосканского, а в 1569 году титул великого герцога Тосканского под именем Козимо I. В это время вся территория Тосканы, кроме республики Лукка, княжества Пьомбино, и территории Орбетелло и Монте-Арджентарио, расположенных в государстве Президии, находилась под властью Флорентийской республики, после падения в 1555 году Сиенской республики. Семья Медичи правила Тосканой до 1737 года. Джан Гастоне, последний великий герцог Тосканский из рода Медици, не имел наследников. Последняя представительница семьи Медичи, Анна Мария Луиза, курфюрстина Пфальцская, передала в дар Флоренции все художественные ценности, собранные родом Медичи, легшие в основу галереи Уффици.

## Новое время

### Правление Габсбургов
После смерти великого герцога Джан Гастоне Медичи, престол Великого герцогства Тосканского отошёл к герцогу Франсуа Этьену Лотарингскому, супругу Марии-Терезии, императрицы Австрийской. Он передал престол сыну, Петру Леопольду Габсбургу, положившему начало династии Габсбургов-Тосканских. В начале своего правления великий герцог ввёл мораторий на смертную казнь в Тоскане, который действовал в течение 4 лет, вплоть до 1790 года, когда смертная казнь была восстановлена. День отмены смертной казни, 30 ноября 1786 года, ныне ежегодно отмечается как День Тосканы. Власть Габсбургов в Тоскане была прервана во время оккупации Италии армией Наполеона. В 1814 году великое герцогство было восстановлено. На престол взошёл сын Пьетро Леопольдо, Фердинандо III. Его сын, Леопольдо II, последний великий герцог Тосканский правил до вхождения Тосканы в состав единого Королевства Италия.
За время своего правления правители из династии Габсбургов провели ряд реформ, в частности, судебной системы, построили первую железную дорогу в Тоскане, реализовали проект рационализации территории с созданием земель и мелиорации в Маремме. Режим этой ветви Габсбургов был авторитарным, но не реакционным, а последний великий герцог даровал подданным конституцию. После подавления революции 1848-1849 годов при поддержке австрийской армии, популярность династии упала. В 1859 году, когда народ Тосканы принял решение войти в единую Италию, великий герцог был выслан из Флоренции.

### Рисорджименто
Во время наполеоновских войн и первый период Рисорджименто в Тоскане нашли политическое убежище итальянские патриоты.
Вхождение великого герцогства Тосканского стало итогом бескровной революции и плебисцита, проведённого 15 марта 1860 года Временным правительством Тосканы. Им был издан указ о присоединении Тосканы вначале к Сардинскому королевству, а затем к единому Королевству Италия. С самого начала в Тоскане были сильны федералистские настроения..
До переноса столицы в Рим в 1870 году во Флоренции в течение пяти лет находилась резиденция правительства страны. Город стал культурным и политическим центром королевства.
Этот факт, вместе с мирными соглашениями между Пруссией, Австрией и Италией итогом которых стало признание единства страны, ослабили позиции федералистской партии, и она распалась на разные политические группы.
С того времени история Тосканы связана с историей итальянского государства.